# Pallíni (dème, Attique)
Pour l’article homonyme, voir Maria Pallini.
Pallíni (en grec : Παλλήνη) est un dème, capitale du nome d'Attique de l'Est, près d'Athènes en Grèce. Le dème actuel est issu de la fusion en 2011 entre les dèmes d’Anthoúsa, Gérakas et Pallíni, devenus des districts municipaux.
La superficie du dème est de 29,43 kilomètres carrés. 

## Jumelage
- Courtry (France)

## Galerie

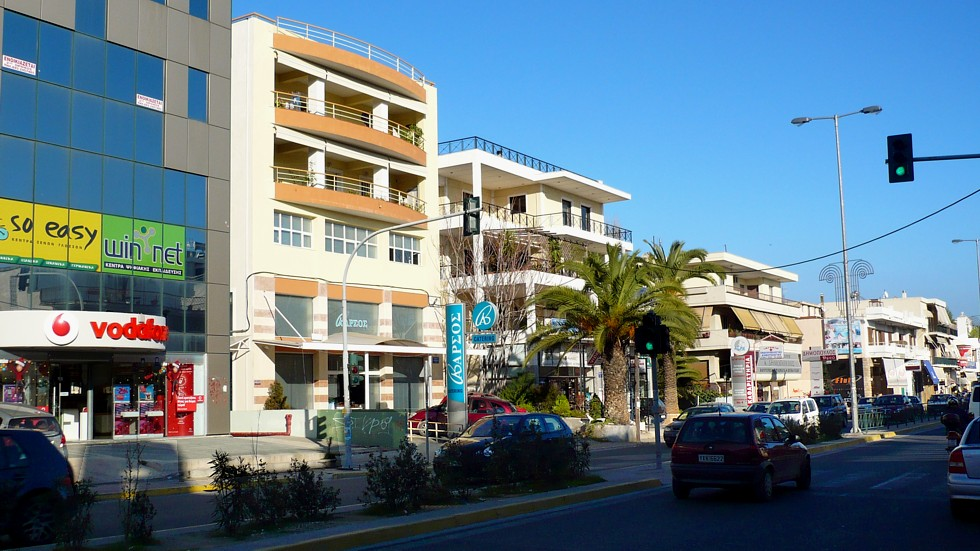
Pallini.
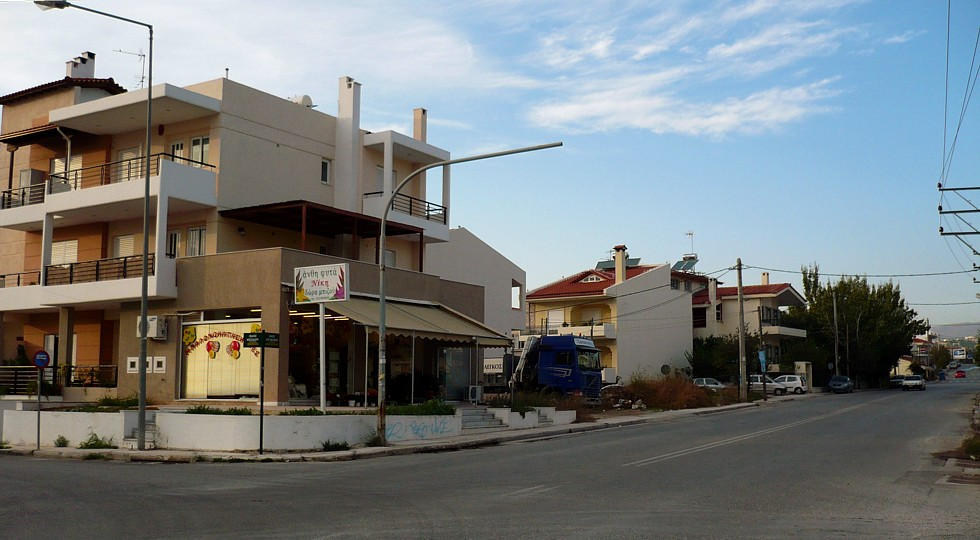
Gérakas.
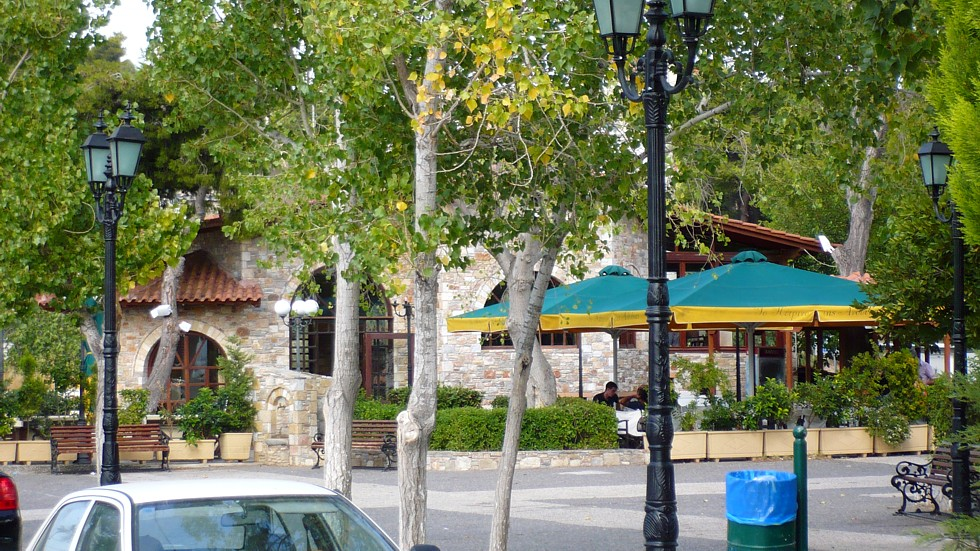
Anthoúsa.